# California Dreams Tour
De California Dreams Tour is de tweede concerttournee van de Amerikaanse zangeres Katy Perry. De tournee startte op 20 februari 2011, ter promotie van haar derde studioalbum Teenage Dream.  De tournee deed Europa, Noord-Amerika, Oceanië, Azië en Zuid-Amerika aan.

## Voorprogramma
- DJ Skeet Skeet
- Oh Land
- Zowie
- Natalia Kills
- Robyn
- Marina and the Diamonds
- Janelle Monáe
- Ellie Goulding

## Setlist
1. "Teenage Dream"
2. "Hummingbird Heartbeat"
3. "Waking Up in Vegas"
4. "Ur So Gay"
5. "Peacock"
6. "I Kissed a Girl"
7. "Circle the Drain"
8. "E.T."
9. "Who Am I Living For?"
10. "Pearl"
11. "Not Like the Movies"
12. "The One That Got Away (Katy Perry)"
13. "Thinking of You"
14. "I Want Candy"
15. "Hot N Cold"
16. "Last Friday Night (T.G.I.F.)"
17. "I Wanna Dance with Somebody (Who Loves Me)"
18. "Firework"
19. "California Gurls"

## Shows
(niet compleet)
| Datum                 | Stad           | Land                | Plaats                           | Opening act                            | Opkomst         | Opbrengst      |
| Leg 1 — Europa        | Leg 1 — Europa | Leg 1 — Europa      | Leg 1 — Europa                   | Leg 1 — Europa                         | Leg 1 — Europa  | Leg 1 — Europa |
| --------------------- | -------------- | ------------------- | -------------------------------- | -------------------------------------- | --------------- | -------------- |
| 20 februari 2011      | Lissabon       | Portugal            | Campo Pequeno                    | DJ Skeet Skeet                         | 6,162 / 6,271   | $283,541       |
| 23 februari 2011      | Milaan         | Italië              | Mediolanum Forum                 | DJ Skeet Skeet                         | 11,218 / 11,218 | $458,765       |
| 25 februari 2011      | Zürich         | Zwitserland         | Hallenstadion                    | DJ Skeet Skeet                         | 5,111 / 5,111   | $343,709       |
| 26 februari 2011      | München        | Duitsland           | Zenith                           | DJ Skeet Skeet                         | 5,883 / 5,883   | $227,176       |
| 27 februari 2011      | Wenen          | Oostenrijk          | Wiener Stadthalle                | DJ Skeet Skeet                         | 12,332 / 12,570 | $700,273       |
| 4 maart 2011          | Berlijn        | Duitsland           | Max-Schmeling-Halle              | DJ Skeet Skeet                         | 7,443 / 8,950   | $331,308       |
| 6 maart 2011          | Frankfurt      | Duitsland           | Jahrhunderthalle                 | DJ Skeet Skeet                         | 4,800 / 4,800   | $201,365       |
| 7 maart 2011          | Parijs         | Frankrijk           | Zenith parijs                    | DJ Skeet Skeet                         | 12,149 / 12,149 | $767,981       |
| 8 maart 2011          | Parijs         | Frankrijk           | Zenith parijs                    | DJ Skeet Skeet                         | 12,149 / 12,149 | $767,981       |
| 10 maart 2011         | Brussel        | België              | Vorst Nationaal                  | DJ Skeet Skeet                         | 8,000 / 8,000   | $378,028       |
| 11 maart 2011         | Keulen         | Duitsland           | Palladium Köln                   | DJ Skeet Skeet                         | 4,008 / 4,008   | $177,640       |
| 14 maart 2011         | Hamburg        | Duitsland           | Alsterdorfer Sporthalle          | DJ Skeet Skeet                         | 6,916 / 6,916   | $269,295       |
| 15 maart 2011         | Amsterdam      | Nederland           | Heineken Music Hall              | DJ Skeet Skeet                         | 5,462 / 5,607   | $259,120       |
| 17 maart 2011         | Londen         | Verenigd Koninkrijk | Eventim Apollo                   | DJ Skeet Skeet                         | 14,777 / 14,777 | $593,333       |
| 18 maart 2011         | Londen         | Verenigd Koninkrijk | Eventim Apollo                   | DJ Skeet Skeet                         | 14,777 / 14,777 | $593,333       |
| 19 maart 2011         | Londen         | Verenigd Koninkrijk | Eventim Apollo                   | DJ Skeet Skeet                         | 14,777 / 14,777 | $593,333       |
| 21 maart 2011         | Manchester     | Verenigd Koninkrijk | O2 Apollo Manchester             | DJ Skeet Skeet                         | 7,057 / 7,221   | $258,929       |
| 22 maart 2011         | Manchester     | Verenigd Koninkrijk | O2 Apollo Manchester             | DJ Skeet Skeet                         | 7,057 / 7,221   | $258,929       |
| 27 maart 2011         | Liverpool      | Verenigd Koninkrijk | Echo Arena Liverpool             | DJ Skeet Skeet                         | 11,052 / 11,052 | $398,646       |
| 28 maart 2011         | Dublin         | Ierland             | O2 Dublin                        | DJ Skeet Skeet                         | 9,122 / 9,122   | $413,390       |
| 30 maart 2011         | Nottingham     | Verenigd Koninkrijk | Motorpoint Arena                 | DJ Skeet Skeet                         | 9,095 / 9,095   | $327,291       |
| 31 maart 2011         | Bournemouth    | Verenigd Koninkrijk | Windsor Hall                     | DJ Skeet Skeet                         | 6,211 / 6,306   | $223,635       |
| 1 april 2011          | Cardiff        | Verenigd Koninkrijk | Motorpoint Arena Cardiff         | DJ Skeet Skeet                         | 7,530 / 7,530   | $272,067       |
| 3 april 2011          | Newcastle      | Verenigd Koninkrijk | Metro Radio Arena                | DJ Skeet Skeet                         | 11,304 / 11,304 | $412,296       |
| 4 april 2011          | Birmingham     | Verenigd Koninkrijk | Genting Arena                    | DJ Skeet Skeet                         | 14,999 / 14,999 | $543,572       |
| 5 april 2011          | Glasgow        | Verenigd Koninkrijk | SECC                             | DJ Skeet Skeet                         | 5,460 / 5,460   | $198,206       |
| 9 april 2011          | Londen         | Verenigd Koninkrijk | Wembley Arena                    | DJ Skeet Skeet                         | 11,251 / 11,507 | $466,903       |
| Leg 2 — Oceanië       |                |                     |                                  |                                        |                 |                |
| 28 april 2011         | Melbourne      | Australië           | Rod Laver Arena                  | Zowie                                  | 24,649 / 24,649 | $2,228,150     |
| 29 april 2011         | Melbourne      | Australië           | Rod Laver Arena                  | Zowie                                  | 24,649 / 24,649 | $2,228,150     |
| 2 mei 2011            | Adelaide       | Australië           | Adelaide Entertainment Centre    | Zowie                                  | 8,805 / 9,426   | $803,497       |
| 4 mei 2011            | Sydney         | Australië           | Sydney Entertainment Centre      | Zowie                                  | 22,834 / 24,146 | $2,031,140     |
| 5 mei 2011            | Brisbane       | Australië           | Brisbane Entertainment Centre    | Zowie                                  | 23,910 / 27,144 | $2,107,890     |
| 7 mei 2011            | Auckland       | Nieuw-Zeeland       | Vector Arena                     | Zowie                                  | 22,905 / 23,938 | $1,435,140     |
| 8 mei 2011            | Auckland       | Nieuw-Zeeland       | Vector Arena                     | Zowie                                  | 22,905 / 23,938 | $1,435,140     |
| 10 mei 2011           | Wellington     | Nieuw-Zeeland       | TSB Bank Arena                   | Zowie                                  | 5,726 / 5,830   | $381,959       |
| 13 mei 2011           | Newcastle      | Australië           | Newcastle Entertainment Centre   | Zowie DJ Skeet Skeet                   | 7,043 / 7,407   | $706,342       |
| 14 mei 2011           | Sydney         | Australië           | Sydney Entertainment Centre      | Zowie                                  | —               | —              |
| 15 mei 2011           | Brisbane       | Australië           | Brisbane Entertainment Centre    | Zowie                                  | —               | —              |
| Leg 3 — Azië          |                |                     |                                  |                                        |                 |                |
| 22 mei 2011           | Nagoya         | Japan               | Zepp Nagoya                      | —                                      | —               | —              |
| 23 mei 2011           | Tokio          | Japan               | Studio Coast                     | —                                      | —               | —              |
| 24 mei 2011           | Tokio          | Japan               | Studio Coast                     | —                                      | —               | —              |
| 26 mei 2011           | Osaka          | Japan               | Zepp Osaka                       | —                                      | —               | —              |
| Leg 4 — Noord-Amerika |                |                     |                                  |                                        |                 |                |
| 7 juni 2011           | Duluth         | Verenigde Staten    | The Arena at Gwinnett Center     | Robyn DJ Skeet Skeet                   | 10,341 / 10,341 | $460,845       |
| 9 juni 2011           | Orlando        | Verenigde Staten    | UCF Arena                        | Robyn DJ Skeet Skeet                   | 7,792 / 7,792   | $350,640       |
| 10 juni 2011          | Tampa          | Verenigde Staten    | St. Pete Times Forum             | Robyn                                  | 10,558 / 10,558 | $441,652       |
| 11 juni 2011          | Sunrise        | Verenigde Staten    | BB&T Center                      | Robyn                                  | 12,014 / 12,014 | $488,685       |
| 14 juni 2011          | Raleigh        | Verenigde Staten    | RBC Center                       | Robyn DJ Skeet Skeet                   | 10,352 / 10,352 | $429,952       |
| 15 juni 2011          | Columbia       | Verenigde Staten    | Merriweather Post Pavilion       | Robyn DJ Skeet Skeet                   | 17,553 / 18,000 | $538,879       |
| 17 juni 2011          | Uniondale      | Verenigde Staten    | Nassau Coliseum                  | Robyn DJ Skeet Skeet                   | 12,358 / 12,615 | $580,647       |
| 18 juni 2011          | Boston         | Verenigde Staten    | TD Garden                        | Robyn DJ Skeet Skeet                   | 12,589 / 12,589 | $577,977       |
| 19 juni 2011          | Newark         | Verenigde Staten    | Prudential Center                | Robyn DJ Skeet Skeet                   | 13,321 / 13,321 | $580,198       |
| 23 juni 2011          | Pittsburgh     | Verenigde Staten    | Petersen Events Center           | Marina and the Diamonds DJ Skeet Skeet | 8,610 / 8,610   | $387,450       |
| 24 juni 2011          | Philadelphia   | Verenigde Staten    | Wells Fargo Center               | Marina and the Diamonds DJ Skeet Skeet | 14,931 / 14,931 | $631,978       |
| 25 juni 2011          | Uncasville     | Verenigde Staten    | Mohegan Sun Arena                | Marina and the Diamonds DJ Skeet Skeet | 5,323 / 5,323   | $239,535       |
| 28 juni 2011          | Auburn Hills   | Verenigde Staten    | The Palace of Auburn Hills       | Marina and the Diamonds DJ Skeet Skeet | 14,144 / 14,144 | $559,870       |
| 29 juni 2011          | Toronto        | Canada              | Air Canada Centre                | Marina and the Diamonds DJ Skeet Skeet | 28,794 / 28,794 | $1,260,890     |
| 30 juni 2011          | Toronto        | Canada              | Air Canada Centre                | Marina and the Diamonds DJ Skeet Skeet | 28,794 / 28,794 | $1,260,890     |
| 2 juli 2011           | Montreal       | Canada              | Bell Centre                      | Marina and the Diamonds DJ Skeet Skeet | 12,906 / 12,906 | $607,562       |
| 3 juli 2011           | Ottawa         | Canada              | Scotiabank Place                 | Marina and the Diamonds DJ Skeet Skeet | 13,426 / 13,596 | $620,394       |
| 5 juli 2011           | Cleveland      | Verenigde Staten    | Quicken Loans Arena              | Marina and the Diamonds DJ Skeet Skeet | 11,602 / 11,836 | $413,850       |
| 7 juli 2011           | Milwaukee      | Verenigde Staten    | Marcus Amphitheater              | Marina and the Diamonds DJ Skeet Skeet | 20,417 / 20,764 | $596,935       |
| 13 juli 2011          | Regina         | Canada              | Brandt Centre                    | Janelle Monáe DJ Skeet Skeet           | 6,296 / 6,466   | $306,020       |
| 14 juli 2011          | Winnipeg       | Canada              | Bell MTS Place                   | Janelle Monáe DJ Skeet Skeet           | 11,405 / 11,695 | $542,272       |
| 16 juli 2011          | Calgary        | Canada              | Scotiabank Saddledome            | Janelle Monáe DJ Skeet Skeet           | 12,357 / 12,727 | $719,219       |
| 17 juli 2011          | Edmonton       | Canada              | Rexall Place                     | Janelle Monáe DJ Skeet Skeet           | 13,701 / 13,750 | $600,540       |
| 19 juli 2011          | Vancouver      | Canada              | Rogers Arena                     | Janelle Monáe DJ Skeet Skeet           | 13,359 / 13,906 | $670,037       |
| 20 juli 2011          | Seattle        | Verenigde Staten    | KeyArena                         | Robyn DJ Skeet Skeet                   | 12,294 / 12,609 | $437,120       |
| 22 juli 2011          | Portland       | Verenigde Staten    | Rose Garden                      | Robyn DJ Skeet Skeet                   | 10,259 / 11,059 | $392,854       |
| 23 juli 2011          | Boise          | Verenigde Staten    | Taco Bell Arena                  | Robyn DJ Skeet Skeet                   | 7,747 / 7,995   | $310,440       |
| 25 juli 2011          | Salt Lake City | Verenigde Staten    | EnergySolutions Arena            | Robyn DJ Skeet Skeet                   | 11,745 / 12,080 | $432,840       |
| 26 juli 2011          | Broomfield     | Verenigde Staten    | 1stBank Center                   | Robyn DJ Skeet Skeet                   | 5,608 / 5,868   | $259,602       |
| 28 juli 2011          | Grand Prairie  | Verenigde Staten    | Verizon Theatre at Grand Prairie | Robyn DJ Skeet Skeet                   | 6,431 / 6,431   | $289,395       |
| 29 juli 2011          | Houston        | Verenigde Staten    | Toyota Center                    | Robyn DJ Skeet Skeet                   | 12,235 / 12,235 | $511,777       |
| 30 juli 2011          | Austin         | Verenigde Staten    | Frank Erwin Center               | Robyn DJ Skeet Skeet                   | 8,429 / 8,429   | $379,305       |
| 3 augustus 2011       | Phoenix        | Verenigde Staten    | Comerica Theatre                 | Robyn DJ Skeet Skeet                   | 4,741 / 4,925   | $186,145       |
| 5 augustus 2011       | Los Angeles    | Verenigde Staten    | Nokia Theatre                    | Robyn DJ Skeet Skeet                   | 20,769 / 20,769 | $745,534       |
| 6 augustus 2011       | Los Angeles    | Verenigde Staten    | Nokia Theatre                    | Robyn DJ Skeet Skeet                   | 20,769 / 20,769 | $745,534       |
| 7 augustus 2011       | Los Angeles    | Verenigde Staten    | Nokia Theatre                    | Robyn DJ Skeet Skeet                   | 20,769 / 20,769 | $745,534       |
| 9 augustus 2011       | San Diego      | Verenigde Staten    | Valley View Casino Center        | Oh Land DJ Skeet Skeet                 | 10,306 / 10,306 | $431,760       |
| 12 augustus 2011      | San Jose       | Verenigde Staten    | HP Pavilion                      | Oh Land DJ Skeet Skeet                 | 12,373 / 12,660 | $500,445       |
| 13 augustus 2011      | Santa Barbara  | Verenigde Staten    | Santa Barbara Bowl               | Oh Land                                | 9,698 / 9,698   | $382,012       |
| 15 augustus 2011      | Santa Barbara  | Verenigde Staten    | Santa Barbara Bowl               | Oh Land                                | 9,698 / 9,698   | $382,012       |
| 17 augustus 2011      | Kansas City    | Verenigde Staten    | Sprint Center                    | Janelle Monáe                          | 12,995 / 12,995 | $469,625       |
| 19 augustus 2011      | Nashville      | Verenigde Staten    | Bridgestone Arena                | Janelle Monáe DJ Skeet Skeet           | 12,122 / 12,122 | $500,567       |
| 20 augustus 2011      | St. Louis      | Verenigde Staten    | Scottrade Center                 | Janelle Monáe DJ Skeet Skeet           | 12,005 / 12,005 | $497,910       |
| 21 augustus 2011      | Rosemont       | Verenigde Staten    | Allstate Arena                   | Natalia Kills                          | 13,617 / 13,617 | $482,205       |
| 23 augustus 2011      | St. Paul       | Verenigde Staten    | Xcel Energy Center               | Natalia Kills                          | 14,402 / 14,402 | $476,819       |
| 1 september 2011      | Guadalajara    | Mexico              | Telmex Auditorium                | Natalia Kills DJ Skeet Skeet           | 8,451 / 8,578   | $598,316       |
| 3 september 2011      | Mexico City    | Mexico              | Palacio de los Deportes          | Natalia Kills DJ Skeet Skeet           | 16,869 / 16,884 | $707,031       |
| 5 september 2011      | Monterrey      | Mexico              | Arena Monterrey                  | Natalia Kills DJ Skeet Skeet           | 9,944 / 9,958   | $633,530       |
| 7 september 2011      | San Antonio    | Verenigde Staten    | AT&T Center                      | Janelle Monáe DJ Skeet Skeet           | 9,733 / 10,165  | $398,565       |
| 8 september 2011      | New Orleans    | Verenigde Staten    | New Orleans Arena                | Janelle Monáe DJ Skeet Skeet           | 11,496 / 11,496 | $474,350       |
| 10 september 2011     | Louisville     | Verenigde Staten    | KFC Yum! Center                  | Janelle Monáe DJ Skeet Skeet           | 13,555 / 13,555 | $599,319       |
| 13 september 2011     | Columbus       | Verenigde Staten    | Nationwide Arena                 | Janelle Monáe DJ Skeet Skeet           | —               | —              |
| 14 september 2011     | Indianapolis   | Verenigde Staten    | Conseco Fieldhouse               | Janelle Monáe DJ Skeet Skeet           | 9,693 / 10,360  | $408,062       |
| 16 september 2011     | Omaha          | Verenigde Staten    | CenturyLink Center Omaha         | Janelle Monáe DJ Skeet Skeet           | 9,967 / 13,440  | $438,735       |
| 17 september 2011     | Tulsa          | Verenigde Staten    | BOK Center                       | Janelle Monáe DJ Skeet Skeet           | 12,475 / 12,475 | $519,442       |
| Leg 5 — Zuid-Amerika  |                |                     |                                  |                                        |                 |                |
| 23 september 2011     | Rio de Janeiro | Brazilië            | Parque dos Atletas               | —                                      | —               | —              |
| 25 september 2011     | Sao Paulo      | Brazilië            | Jockey Club                      | Natalia Kills                          | 25,784 / 25,784 | $2,705,710     |
| 27 september 2011     | Buenos Aires   | Argentinië          | Estadio G.E.B.A.                 | Natalia Kills                          | —               | —              |
| Leg 6 — Europa        |                |                     |                                  |                                        |                 |                |
| 12 oktober 2011       | Sheffield      | Verenigd Koninkrijk | Motorpoint Arena Sheffield       | Oh Land DJ Skeet Skeet                 | 12,650 / 12,650 | $543,527       |
| 14 oktober 2011       | Londen         | Verenigd Koninkrijk | The O2 Arena                     | Oh Land DJ Skeet Skeet                 | 31,250 / 31,708 | $1,474,670     |
| 15 oktober 2011       | Londen         | Verenigd Koninkrijk | The O2 Arena                     | Oh Land DJ Skeet Skeet                 | 31,250 / 31,708 | $1,474,670     |
| 18 oktober 2011       | Liverpool      | Verenigd Koninkrijk | Echo Arena Liverpool             | Oh Land DJ Skeet Skeet                 | —               | —              |
| 19 oktober 2011       | Cardiff        | Verenigd Koninkrijk | Motorpoint Arena Cardiff         | Oh Land DJ Skeet Skeet                 | —               | —              |
| 24 oktober 2011       | Belfast        | Verenigd Koninkrijk | Odyssey Complex                  | Oh Land DJ Skeet Skeet                 | 9,932 / 9,932   | $493,104       |
| 26 oktober 2011       | Birmingham     | Verenigd Koninkrijk | National Indoor Arena            | Oh Land DJ Skeet Skeet                 | 13,581 / 13,581 | $597,314       |
| 27 oktober 2011       | Newcastle      | Verenigd Koninkrijk | Metro Radio Arena                | Oh Land DJ Skeet Skeet                 | —               | —              |
| 29 oktober 2011       | Aberdeen       | Verenigd Koninkrijk | Press & Journal Arena            | Oh Land DJ Skeet Skeet                 | —               | —              |
| 31 oktober 2011       | Manchester     | Verenigd Koninkrijk | Manchester Arena                 | Oh Land DJ Skeet Skeet                 | 15,429 / 15,429 | $679,914       |
| 1 november 2011       | Glasgow        | Verenigd Koninkrijk | SECC                             | Oh Land DJ Skeet Skeet                 | —               | —              |
| 3 november 2011       | Glasgow        | Verenigd Koninkrijk | SECC                             | Oh Land DJ Skeet Skeet                 | —               | —              |
| 4 november 2011       | Glasgow        | Verenigd Koninkrijk | SECC                             | Oh Land DJ Skeet Skeet                 | —               | —              |
| 5 november 2011       | Nottingham     | Verenigd Koninkrijk | Capital FM Arena Nottingham      | Oh Land DJ Skeet Skeet                 | —               | —              |
| 7 november 2011       | Dublin         | Ierland             | 3Arena                           | Oh Land DJ Skeet Skeet                 | 18,250 / 18,250 | $935,460       |
| 8 november 2011       | Dublin         | Ierland             | 3Arena                           | Oh Land DJ Skeet Skeet                 | 18,250 / 18,250 | $935,460       |